# Lindsay Felton
Lindsay Marie Felton (Seattle, Washington, 4 de diciembre de 1984) es una actriz estadounidense conocida por interpretar a Jenny Turner en Thunder Alley y por ser la protagonista en el drama Entre dos mundos.

## Biografía
Ha actuado en una importante variedad de roles desde su comienzo como actriz publicitaria a la temprana edad de 3 años, pero su primera participación en un éxito televisivo se dio en 1994 en la sitcom de la ABC Thunder Alley, interpretando a la nieta del personaje que encarnaba el actor Edward Asner. 
Su debut cinematográfico fue en 1998 en la película infantil 3 Ninjas: High Noon at Mega Mountain (conocida en Latinoamérica como 3 ninjas en la Megamontaña). En 2000, Felton obtuvo su primer rol protagónico encarnando a "Caitlin Seeger" en el programa de Nickelodeon Caitlin's Way (en idioma español, A la manera de Caitlin), que constó de 53 episodios. Felton trabajó luego en varias películas lanzadas por televisión o video, entre ellas Size 'Em Up, Anna's Dream, y The Metro Chase. 
En 2003 apareció en el film Grind, interpretando a "Dawn Jenson". Y en 2006, apareció en el episodio número 273 de ER, "Heart of the Matter", interpretando a Donna Palsey. Trabajó en la película independiente Two Star State of Mind (2008).  Recientemente, Felton participó del reality show Scream Queens, que se emitió por VH1. Dicho show comenzó el 20 de octubre de 2008 siendo Felton eliminada en el episodio final, consiguiendo el tercer puesto. Actualmente vive sola en el barrio neoyorquino de Brooklyn.

## Filmografía
| Año  | Título                               | Papel          | Notas                                            |
| ---- | ------------------------------------ | -------------- | ------------------------------------------------ |
| 1994 | Thunder Alley                        | Jenny Turner   | 27 episodios                                     |
| 1998 | The Adventures of Ragtime            | Amy Blue       | Barclay's Big Adventure (USA: DVD título)        |
| 1998 | The Pretender                        | Hija rehén     | 1 episodio                                       |
| 1998 | 3 Ninjas: High Noon at Mega Mountain | Jennifer       |                                                  |
| 1999 | Stray Dog                            | Caitlin Seeger | TV                                               |
| 2000 | Movie Stars                          | Jett           | Episodio: He's Reese. He's Here. Get Used to It. |
| 2000 | Entre dos mundos                     | Caitlin Seeger | TV Show 2000-2002                                |
| 2000 | Donny & Marie                        | Lindsay Felton | Episodio 10 de julio de 2000                     |
| 2001 | Size 'Em Up                          | Samantha       |                                                  |
| 2001 | The Nightmare Room                   | April          | Episodio: Fear Game                              |
| 2002 | Anna's Dream                         | Anna Morgan    | TV movie                                         |
| 2003 | The Metro Chase                      | Alex Monroe    | TV Película                                      |
| 2003 | Grind                                | Dawn Jenson    |                                                  |
| 2006 | ER                                   | Donna Palsey   | Episodio: Heart of the Matter                    |
| 2008 | Scream Queens                        | Lidsay Felton  | TV Show                                          |
| 2009 | Two Star State of Mind               | Beth Wright    |                                                  |
| 2013 | Orange is the new black              | Clain          | TV show Temporada 1 episodio 7                   |